# 이루마가와정
이루마가와정(入間川町)은 사이타마현의 남서부, 이루마군에 속했던 정이다. 

## 역사
- 1889년 4월 1일 - 정촌제 시행에 의해  이루마군 이루마가와촌이 성립하였다.
- 1891년 8월 14일 - 정으로 승격해 이루마가와정이 되었다.
- 1954년 7월 1일 - 이루마 촌, 호리카네 촌, 오쿠토미 촌, 가시와바라 촌, 미즈토미 촌과 합병해 사야마시를 신설했다.

## 교통
- 세이부 철도
  - 신주쿠 선